# Tympanoctomys aureus
Tympanoctomys aureus är en gnagare i familjen buskråttor. Den listades efter upptäckten som enda arten i släktet Pipanacoctomys och flyttades senare till Tympanoctomys. Den förekommer i Sydamerika och beskrevs först året 2000.
Med en kroppslängd mellan 17 och 18 centimeter är Tympanoctomys aureus en medelstor art i familjen. Därtill kommer en 13 till 14,5 centimeter lång svans som har en yvig tofs vid slutet. Pälsens färg är på ovansidan guldgul och på undersidan vitaktig. Liksom den nära besläktade arten Tympanoctomys barrerae har Tympanoctomys aureus fyra kromosomuppsättningar, medan de flesta andra däggdjuren har två. Arten har korta och avrundade öron som är cirka 20 mm långa och jämförd med andra släktmedlemmar långa bakfötter med en längd av ungefär 37 mm. I motsats till de vuxna djuren har ungar en grå päls med några svarta hår och en kort tofs vid svansens slut.
Individer av arten hittades hittills bara i regionen Salar de Pipanaco i den argentinska provinsen Catamarca som är ett slättland med salthaltig lera. Habitatet är torrt med växter som gynnas av den salthaltiga jorden. Växterna tillhör släktena Heterostachys, fetmållor (Atriplex) och saltörter (Suaeda). Andra buskar och träd i utbredningsområdet som dok inte ingår i födan tillhör släktena Prosopis och Larrea. En eller kanske fler individer lever samtidig i underjordiska bon med jordhögar vid utgångarna. Tympanoctomys aureus avlägsnar matrester och avföring från boet. En nyfödd unge hade redan hår på kroppen och den öppnade ögonen några timmar efter födelsen. Annars är ingenting känt om artens levnadssätt.
Forskargruppen som upptäckte arten hittade samma år ytterligare en ny art av buskråttor, Tympanoctomys loschalchalerosorum.
Arten hotas av etablering av olivträdodlingar. Den listas av IUCN som akut hotad (CR).